# Australind
Australind is een plaats in de regio South West in West-Australië. Het ligt 163 kilometer ten zuiden van Perth, 12 kilometer ten noordoosten van Bunbury en 35 kilometer ten westen van Harvey. In 2006 telde Australind 8.717 inwoners en in 2016 werden er 14.539 inwoners geteld.

## Geschiedenis

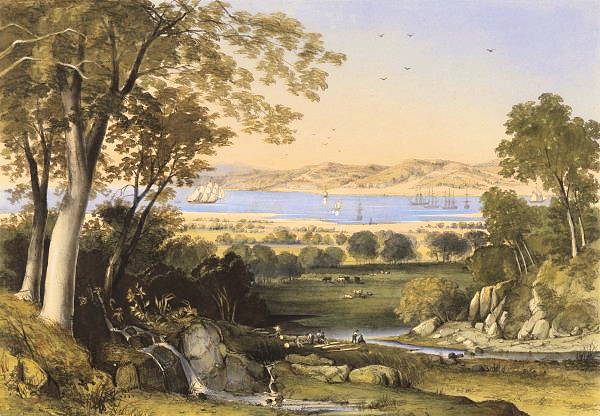
Litho Koombana Bay 1840 T. Dibdin

Voor de Europese kolonisatie leefden de Wardandi Aborigines in de streek. Kapitein A. P. Jonk van het VOC-schip Emeloort aanschouwde de kust voor het eerst op 24 februari 1658 toen hij op zoek was naar de Vergulde Draeck. Hij ging echter niet aan land. Enkele maanden later ging kapitein J. P. Peereboom met de Elburg voor anker nabij wat tegenwoordig Bunbury is. Hij ontmoette drie Aborigines en keerde terug naar Batavia op 16 juli 1658. In 1802-1803 verkende Nicolas Baudin er de kust, het estuarium en de nabijgelegen rivieren. Hij noemde Point Casuarina in Bunbury naar een van zijn schepen en de Leschenault Inlet naar de botanicus Jean-Baptiste Leschenault de La Tour die hij aan boord had. 
In 1831 werd de streek in kaart gebracht door John Septimus Roe en in 1836 verkend door luitenant Henry Bunbury. In 1840 kocht de Western Australian Land Company, een in Engeland gevormde onderneming, 420 km² grondgebied nabij de Leschenault Inlet om er een landbouwkolonie te stichten naar de principes van een van haar directeuren, Edward Gibbon Wakefield. Er werd een gedetailleerd plan opgesteld in 1840/41 voor een nederzetting met een markt, kerk, school, winkels, een molen en een gemeenschapszaal. De nederzetting zou Australind heten, een samenvoeging van Australië en Indië. In 1842 werd de Henton Cottage gebouwd in de Old Colonial Georgian Style door William Dacres Williams als het Prince of Wales Hotel’ . Tot 1845 was het een taverne waarna het een winkel werd. Het huisje bestaat nog steeds en is een toeristische attractie.
Een in 1844 gebouwd huisje van een kolonist kreeg in 1850 de functie van een kerk en behoort tegenwoordig nog steeds tot de Church of St Nicholas. Het werd eveneens in de Old Colonial Georgian Style gebouwd.
Ondanks het werk van hoofdcommissaris Marshall Waller Clifton van de Western Australian Land Company en 440 kolonisten slaagde men niet in de opzet. De grond was te droog en onvruchtbaar. De kolonisten trokken naar andere gebieden en tegen 1846 werd de Western Australian Land Company opgedoekt.
In 1843 werd een brug gebouwd, Paris Road Bridge of Lower Brunswick Bridge over de Brunswickrivier waardoor zich verder weg vestigende kolonisten nog gebruik konden maken van de kerk, de winkel, de school en het postkantoor van Australind. Met de opening van de South Western Railway over Pinjarra in 1893 verschoof het zwaartepunt van de regio nog meer landinwaarts. In 1898 woonden in Australind nog 15 mannen en 18 vrouwen.  
In de 20e eeuw kreeg Australind weer aantrekkingskracht als een residentieel en recreatief gebied door zijn ligging aan de kust en de groei van de stad Bunbury. In 1948 werd er een golfterrein aangelegd. Een titaanwitfabriek en een afvalwaterverwerkingsbedrijf zorgden voor werkgelegenheid. Er kwamen residentiële verkavelingen in het kader van Greater Bunbury. In 1980 opende een basisschool en vanaf 1987 werd er secundair onderwijs voorzien. Nieuwe woonwijken werden gebouwd en de industrie werd verhuisd naar een industriepark nabij Kemerton.

## Galerij

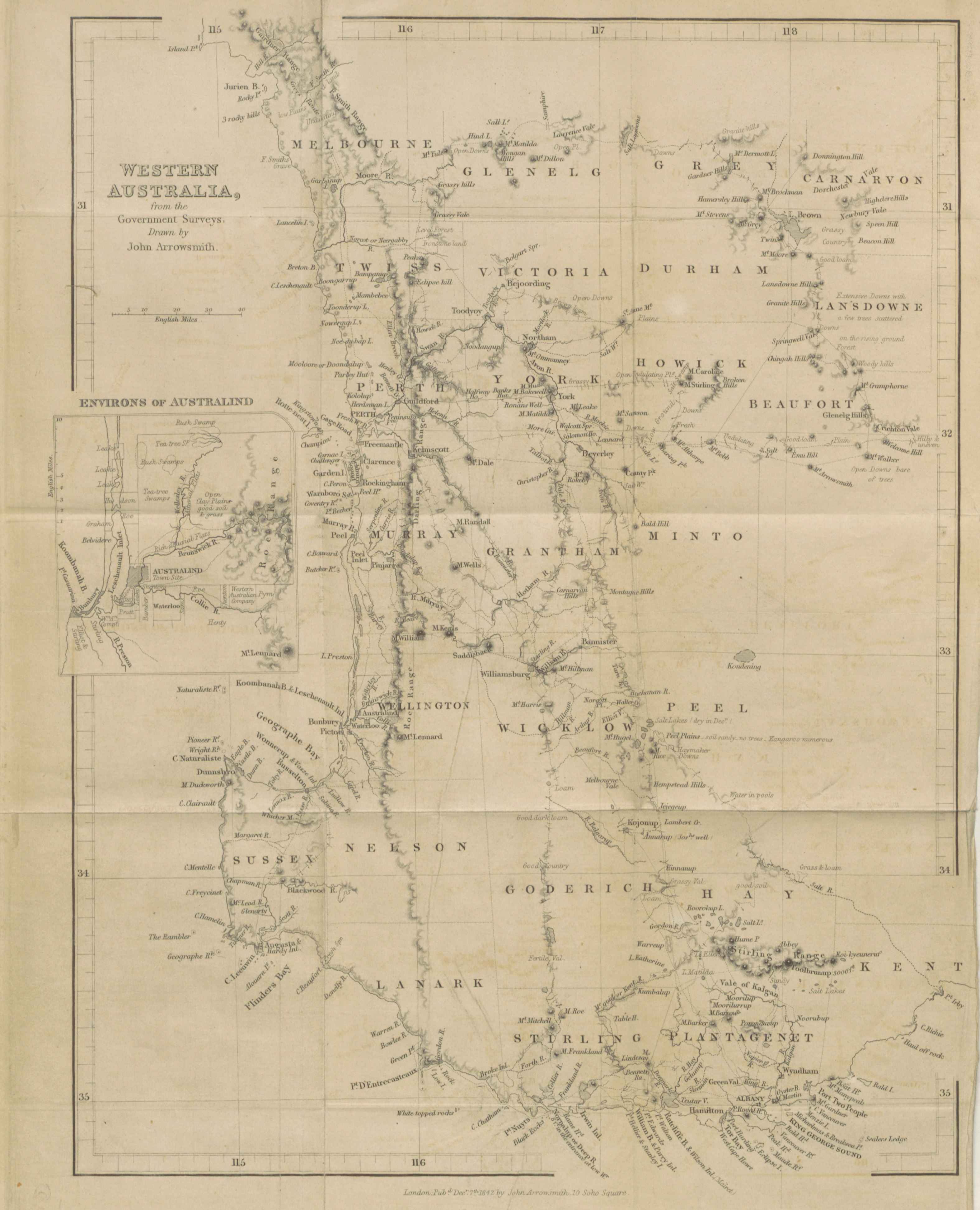
Kaart WA 1842
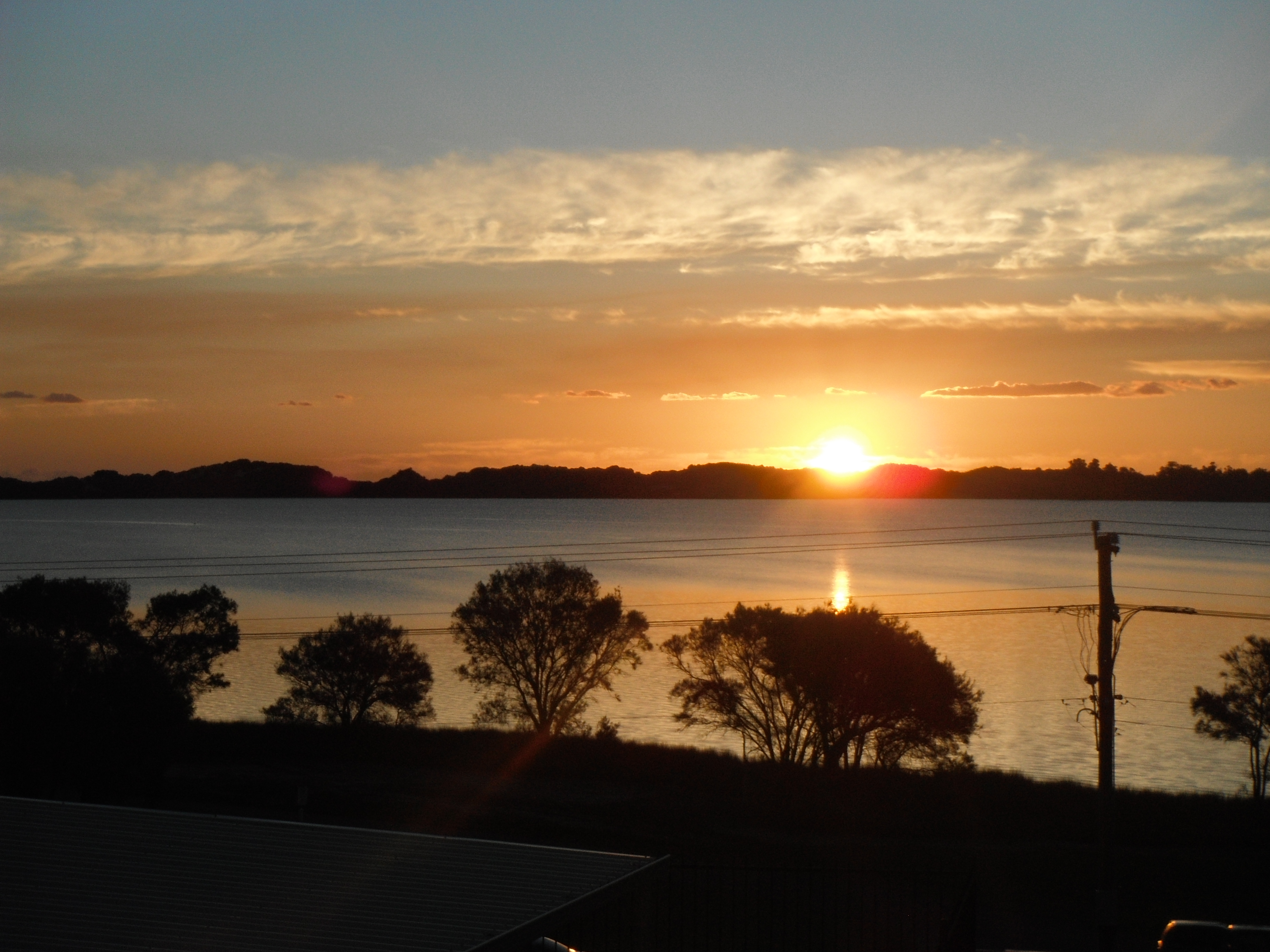
Australind
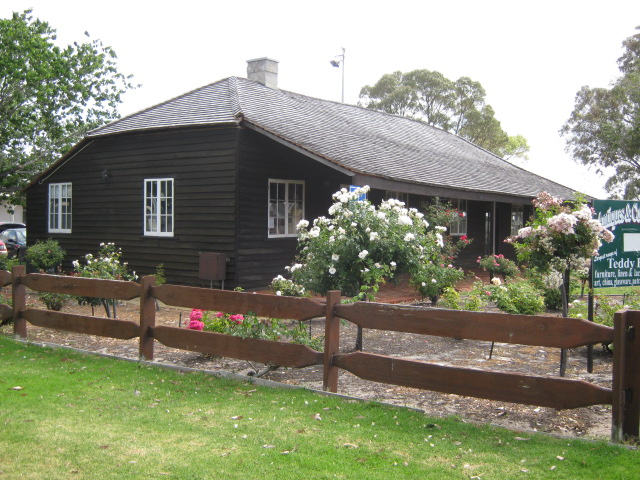
Henton Cottage
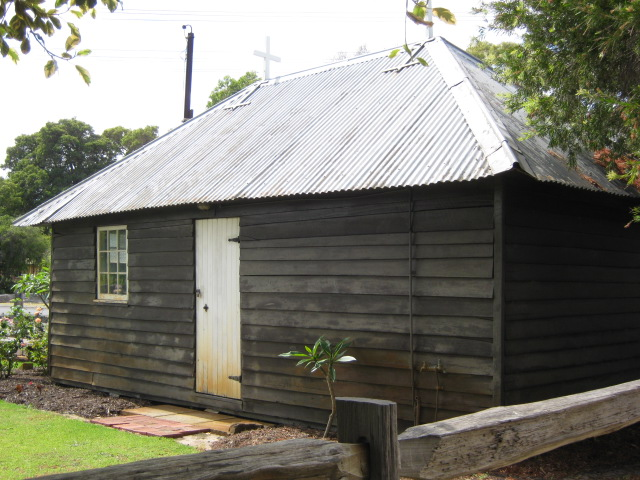
St-Nicholas kerk
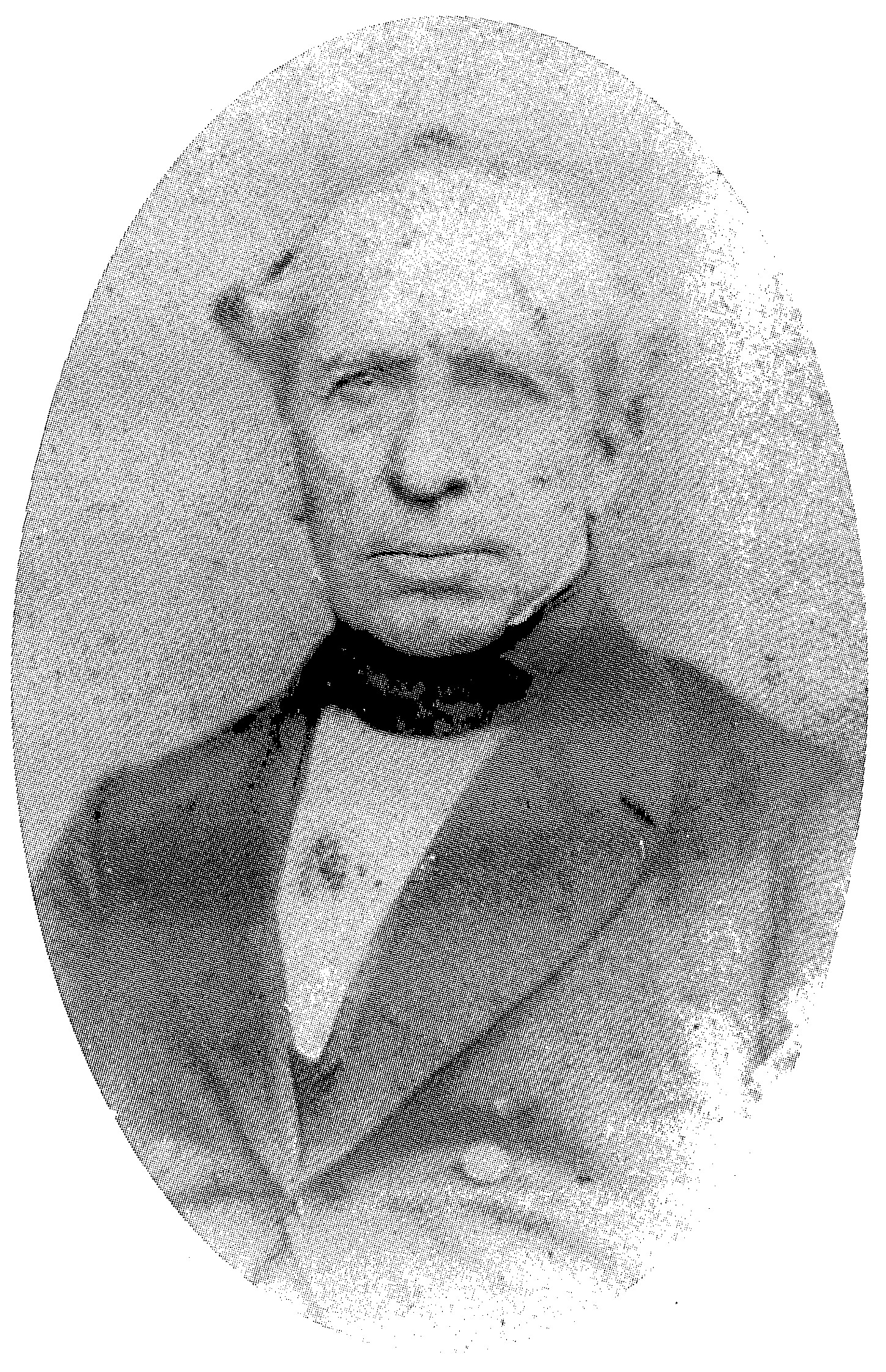
Marshall Waller Clifton